# روبرت ووكر (ممثل)
روبرت ووكر (بالإنجليزية: Robert Walker)‏ هو ممثل أمريكي، ولد في 15 أبريل 1940 بكوينز في الولايات المتحدة.

## أعمال

### أفلام
- (1969) السائق البسيط[4][5]

### مسلسلات
- دالاس

## وصلات خارجية
- روبرت ووكر على موقع IMDb (الإنجليزية)
- روبرت ووكر على موقع روتن توميتوز (الإنجليزية)
- روبرت ووكر على موقع ألو سيني (الفرنسية)
- روبرت ووكر على موقع تيرنر كلاسيك موفيز (الإنجليزية)
- روبرت ووكر على موقع أول موفي (الإنجليزية)
- روبرت ووكر على موقع قاعدة بيانات الأفلام السويدية (السويدية)
- روبرت ووكر على موقع إن إن دي بي (الإنجليزية)
- روبرت ووكر على موقع قاعدة بيانات الفيلم (الإنجليزية)
- روبرت ووكر على موقع كينوبويسك (الروسية)